# Tommy Söderberg

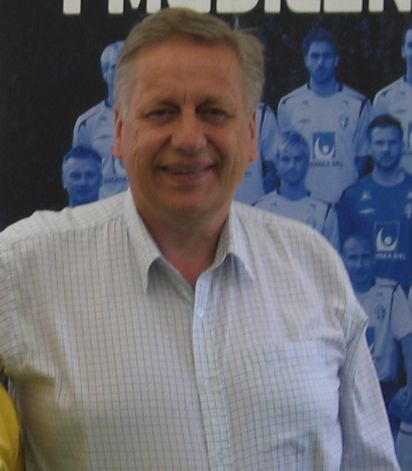
Tommy Söderberg

Tommy Söderberg (* 19. August 1948 in Stockholm) ist ein schwedischer Fußballtrainer. Er ist vor allem als langjähriger Betreuer der schwedischen Nationalmannschaft bekannt, mit der er an mehreren internationalen Turnieren teilnahm.

## Werdegang
Als Fußballspieler agierte Söderberg ausschließlich im Amateurbereich. Dabei lief er für die Vereine Ängby IF und Continental auf.
In den 1970er Jahren begann er seine Trainerkarriere. In seinen Anfängerjahren kam er allerdings auch nur zu Trainerjobs in niedrigen schwedischen Ligen. Nach seiner ersten Station BK Väster übernahm er mehrere Jahre das Training im Jugendbereich des IF Brommapojkarna. Ab 1980 betreute er Spånga IS, ehe er 1982 als hauptverantwortlicher Trainer der Männermannschaft zu IF Brommapojkarna zurückkehrte. Seinen Durchbruch als Trainer erlebte er beim Stockholmer Club Djurgårdens IF, den er 1986 in der zweiten Liga übernahm und zwei Jahre später in die erste schwedische Liga führte. 1991 wurde er Trainer von AIK, und bereits ein Jahr später führte er die Mannschaft aus Solna zum Meistertitel.
Seit 1993 arbeitet Söderberg nun für den schwedischen Fußballverband, zunächst mit als Trainer von Juniorenmannschaften. Als Nationaltrainer Tommy Svensson 1998 von seinem Amt zurücktrat, übernahm Söderberg hauptverantwortlich die A-Nationalmannschaft und qualifizierte sich für Europameisterschaft 2000.
1999 entschied der schwedische Verband, dass zwei Trainer hauptverantwortlich das Nationalteam führen sollten. So wurde sein bisheriger Assistent Lars Lagerbäck gleichberechtigter Nationaltrainer. Söderberg und Lagerbäck führten die Mannschaft zur EM 2000 und zur WM 2002 sowie zur EM 2004. Bei der WM 2002 überstand die Mannschaft die Vorrunde in der sogenannten „Todesgruppe“ mit England, Argentinien und Nigeria und schied im Achtelfinale erst in der Verlängerung durch ein Golden Goal gegen die Mannschaft des Senegals aus. Bei der EM 2004 kam die Mannschaft bis ins Viertelfinale, wo sie gegen die Niederlande im Elfmeterschießen ausschied. Nach dem Turnier überließ Söderberg seinem Kollegen Lagerbäck die Alleinverantwortung.
Söderberg übernahm Anfang 2005 die U-21-Nationalmannschaft von seinem Vorgänger Torbjörn Nilsson. Kurze Zeit später wurde ihm Jörgen Lennartsson an die Seite gestellt, mit dem er ein Trainerduo bildet. Mit der Juniorennationalmannschaft erreichte er als Gruppensieger die Play-off-Spiele zur Qualifikation für die U-21-Europameisterschaft 2007, scheiterte dort jedoch an der serbischen U-21-Nationalmannschaft. In der Folge bereitete er die Mannschaft auf die U-21-Europameisterschaftsendrunde 2009 im eigenen Land vor, für die sie als Gastgeber automatisch qualifiziert war und bei der die Mannschaft im Halbfinale erst im Elfmeterschießen an England scheiterte. Kurz vor dem Turnier gab der Verband die Verlängerung der Verträge des Trainerduos bis 2011 bekannt.